# Frank Hartmann (lottatore)
Frank Hartmann (Oelsnitz, 30 agosto 1949 – 9 novembre 2024) è stato un lottatore e allenatore di lotta tedesco orientale, specializzato nella lotta greco-romana.

## Biografia
La sua squadra di club è stata lo Sportclub Motor Zella-Melis. È stato allenato da Helmut Albrecht.
Ha rappresentato la Germania Est ai Giochi olimpici estivi di Monaco di Baviera 1972, dove si è classificato sesto nel torneo di pesi medi.
Dopo il ritiro dall'attività agonistica è divenuto allenatore. Tra gli altri, ha allenato Etienne Kinsinger.